# Rheingold (Zug)

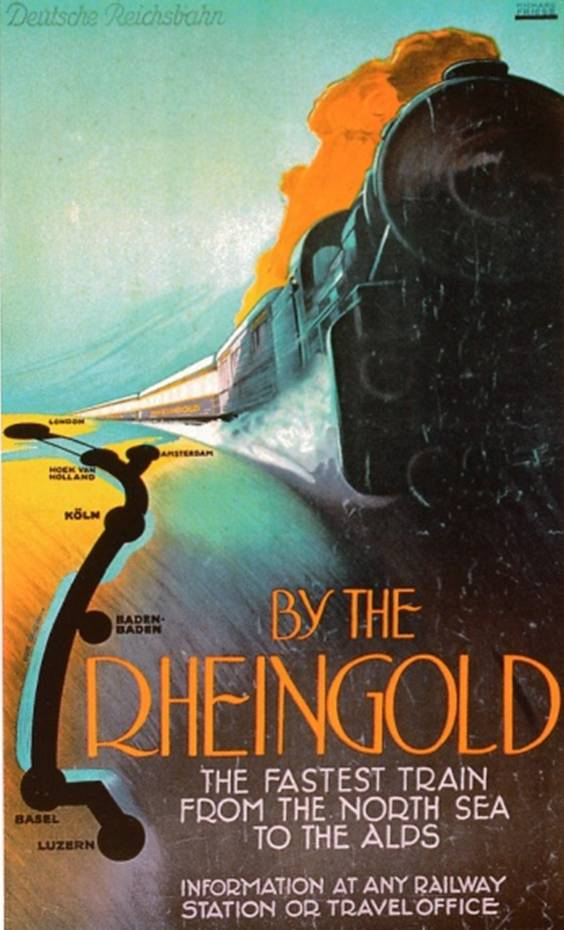
Werbeplakat zur Einführung des Rheingold, 1928

Rheingold war der Name eines europäischen Fernverkehrszugs, der ab 1928 gemeinsam von der Deutschen Reichsbahn (DR), beziehungsweise später der Deutschen Bundesbahn (DB), mit den Nederlandse Spoorwegen (NS), den Schweizerischen Bundesbahnen (SBB) und den Ferrovie dello Stato Italiane (FS) betrieben wurde. Er verkehrte zwischen Hoek van Holland bzw. Amsterdam und wechselnden Zielorten in der Schweiz über Arnhem, Köln, durch das Rheintal und über Mannheim und Karlsruhe. Kurzzeitig wurde er ab 1938 bis Mailand verlängert. In Deutschland war er als Fernschnellzug und in den übrigen beteiligten Staaten als Schnellzug klassifiziert. Bis zur kriegsbedingten Einstellung 1939 verkehrte der Rheingold mit eigens dafür beschafften Pullmanwagen der Deutschen Reichsbahn.
Die Deutsche Bundesbahn führte den Zuglauf nach dem Zweiten Weltkrieg 1951 wieder ein, nunmehr mit allen drei Wagenklassen und zwischen Köln und Hoek van Holland mit leicht verändertem Laufweg über Venlo und Rotterdam. Bis 1954 wurde er zunächst als Rheingold-Expreß bezeichnet.
Ab 1962 brachte die DB erneut eigens für den Rheingold entworfene Wagen zum Einsatz, darunter Aussichtswagen im Stile amerikanischer „Dome Cars“, und stufte ihn 1965 zum Trans-Europ-Express (TEE) hoch. Als letzter TEE auf dem Streckennetz der DB wurde der Zuglauf schließlich 1987 eingestellt, nachdem er kurzzeitig ab 1983 noch einen Flügelzug zwischen Mannheim und München erhalten hatte. Verschiedene für den Rheingold beschaffte Wagen aus den Jahren 1928 bis 1965 sind erhalten geblieben und werden für Sonderfahrten und museale Zwecke eingesetzt.

## Vorläufer
Im Sommer 1921 bot die Deutsche Reichsbahn zusammen mit den benachbarten Bahnen einen Schnellzug in der Verbindung an, die später auch der Rheingold nutzte: Amsterdam–Basel durch das Rheintal. Der Zug führte ausschließlich die alte 1. und 2. Wagenklasse. Er fuhr nur werktags und hatte sehr wenige Zwischenhalte, was zu einer Reisezeit von nur 16 Stunden führte. Die Zwischenhalte auf dem deutschen Abschnitt waren: Köln Süd, Koblenz, Bingerbrück, Mainz, Biebesheim (in südlicher Fahrtrichtung)/Worms (in nördlicher Fahrtrichtung), Mannheim, Karlsruhe und weiter nach Basel SBB.

## Fernschnellzug Rheingold (1928 bis 1939)

Der Rheingold in den 1930er Jahren hinter einer S 3/6 auf der linken Rheinstrecke bei Kapellen-Stolzenfels

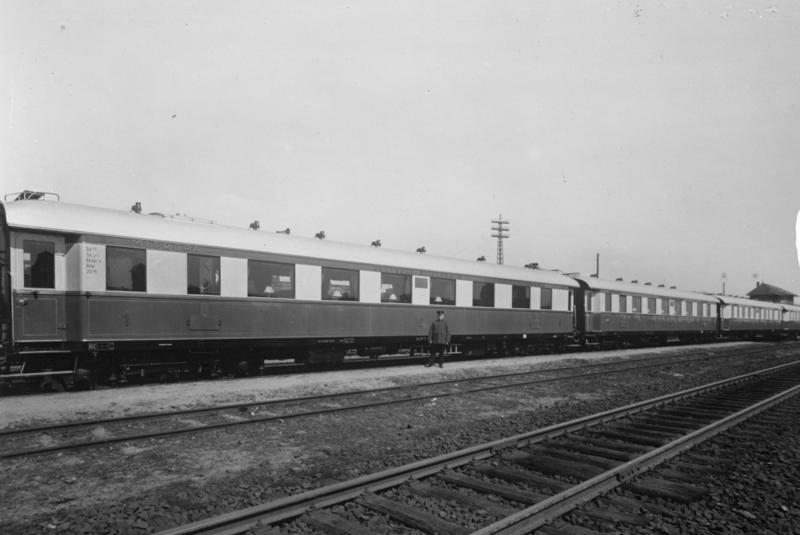
Rheingold-Wagen im September 1930

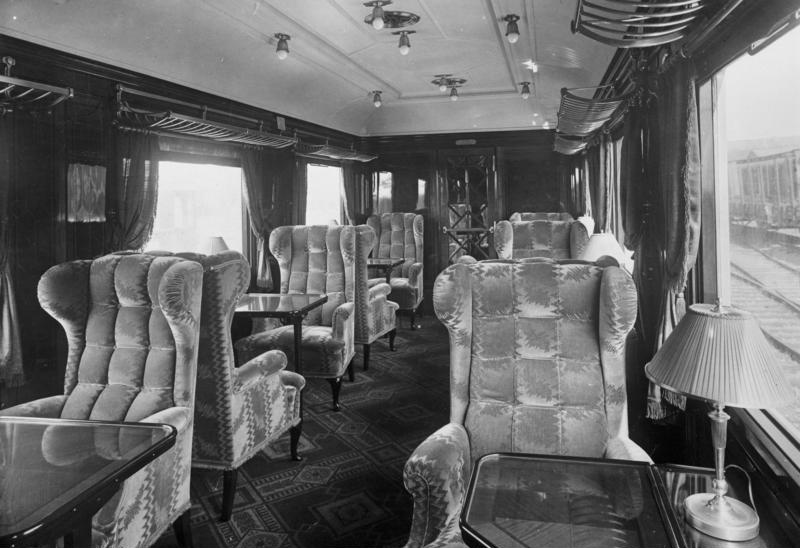
Großraum 1. Klasse, 1930

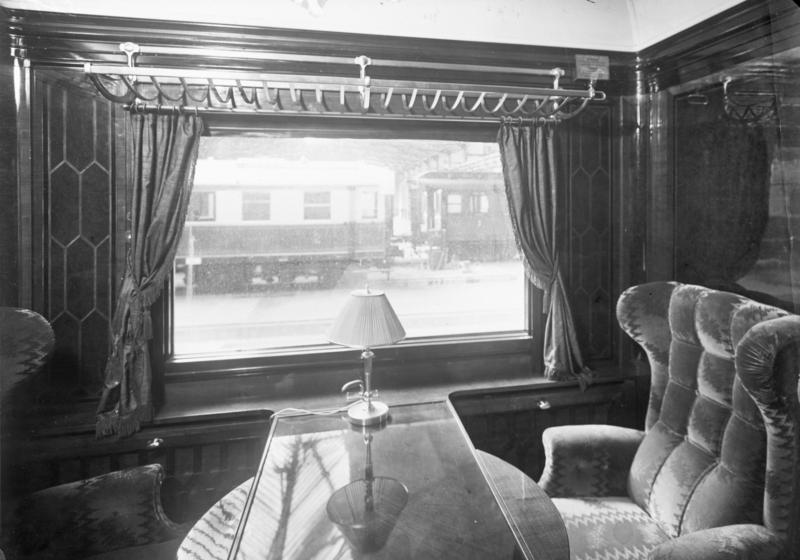
Abteil 1. Klasse, 1930

### Geschichte
Der Rheingold wurde erstmals mit Beginn des Sommerfahrplans am 15. Mai 1928 mit dem Zuglauf Hoek van Holland – Basel eingesetzt und erhielt, als einziger Fernschnellzug, vor der Zugnummer die Abkürzung FFD statt dem sonst üblichen FD. Der Zug führte ausschließlich die (alte) erste und zweite Wagenklasse. Für seine Benutzung musste im deutschen Streckenabschnitt, neben dem Fahrpreis für Fernschnellzüge, noch ein besonderer FFD-Zuschlag gezahlt werden. Dieser betrug – unabhängig von der zurückgelegten Entfernung – zwei RM in der zweiten und drei RM in der ersten Klasse.

### Konkurrenzangebote
Die Deutsche Reichsbahn versuchte mit dem neuen Zug reiche Fahrgäste im Verkehr zwischen Großbritannien, den Niederlanden und der Schweiz auf ihre Strecken umzuleiten. Es bestand ab Hoek van Holland eine gute Fährverbindung nach Harwich mit Zuganschluss nach London. Die Zollkontrolle fand im Zug statt.
Zuvor nutzten viele britische Fahrgäste mit Zielen in den schweizerischen Urlaubsorten wie Interlaken, Luzern oder Chur die Schlafwagen der abends ab Calais oder Boulogne fahrenden Luxuszüge der CIWL. Die CIWL hatte ab 1925 schrittweise Pullman-Express-Züge im Tagesverkehr eingeführt, an denen sich die Reichsbahn mit ihren neuen Wagen orientierte. Bereits einen Monat nach dem Start des Rheingold führte die CIWL ebenfalls einen luxuriösen Tageszug ein, den ab 15. Juni 1928 eingerichteten und deutsche Strecken umgehenden Pullmanzug Edelweiss von Amsterdam über Brüssel, Luxemburg und Straßburg in die Schweiz.

### Lokomotiven
Der Zug wurde in den Niederlanden und in Deutschland von schnellen und leistungsstarken Dampflokomotiven gezogen, in der Schweiz waren die vom Rheingold befahrenen Strecken zum Zeitpunkt seiner Einführung bereits elektrifiziert:
- Auf niederländischem Gebiet von der NS Reihe 3700 und ab 1930 von der NS Reihe 3900,
- von Zevenaar bis Mannheim von den Baureihen 18.4 und 18.5 (bayerische S 3/6),
- ab Mannheim bis Basel Badischer Bahnhof von der Baureihe 18.3 (badische IV h) und
- in der Schweiz durch Elektrolokomotiven der Reihe SBB Ae 4/7.[3]

Später trat in Deutschland anstelle der Länderbahnbauarten auch die Baureihe 01, es sind aber auch Einsätze der Baureihe 38 belegt.

### Wagen
Um gegenüber den Pullmanwagen der CIWL wettbewerbsfähig zu sein, wurden ebenfalls Wagen nach dem Pullman-Prinzip als besonders komfortable Großraumwagen beschafft. In der ersten Klasse gab es auch Einzelabteile. Die Wagen boten äußerlich ein einheitliches Erscheinungsbild. Sie waren zum Zeichen ihrer Exklusivität in den Farben violett/beige mit silbergrauem Dach lackiert. Im Innern waren die Wagen unterschiedlich gestaltet. Wände und Decken waren mit Hölzern (Zebrano, Palisander oder Ahorn) vertäfelt oder mit Stoffen bespannt. Die erste Klasse wurde mit losen Sesseln ausgestattet. Die Inneneinrichtungen der Wagen waren von angesehenen Künstlern und Architekten entworfen worden.
Wie die Pullmanwagen der CIWL waren diese Wagen zur Versorgung der Reisenden mit Speisen und Getränken am Platz etwa zur Hälfte mit einer Küche ausgestattet, was allerdings auch Beschwerden über Küchendämpfe an den Fahrgastplätzen zur Folge hatte. Die Züge wurden von der Mitropa bewirtschaftet. Eine Küche versorgte jeweils zwei Wagen. Speisen und Getränke wurden am Platz serviert, das Speiseangebot hatte einen gehobenen Standard. Es wurde auf besonderem Porzellangeschirr und mit Silberbesteck serviert. Die Küchenabteile waren jeweils nur rund sechs Quadratmeter groß. Hier wurden aber Essen für bis zu 60 Fahrgäste zubereitet. Neben einem Kohleofen fanden auf diesem beschränkten Raum auch noch die Anrichte, ein Kühlschrank sowie Vorratsschränke für Geschirr und Lebensmittel Platz.
Die Wagen wurden gebaut von:
- WUMAG (Waggon- und Maschinenbau AG) in Görlitz,
- Waggonfabrik Gebrüder Credé in Kassel,
- Wegmann & Co. in Kassel,
- van der Zypen & Charlier in Köln-Deutz,
- Linke-Hofmann-Lauchhammer in Breslau.

Von den Wagen erster Klasse wurden jeweils vier Stück gefertigt, von denen der zweiten Klasse ohne Küche acht Stück und mit Küche zehn.
Neben den Personenwagen wurden drei Gepäckwagen für den Rheingold bestellt. Als Betriebsreserve dienten je zwei Gepäckwagen badischer und preußischer Bauart, die farblich den Rheingold-Wagen angepasst wurden.
Drei Wagen von 1928 und einer von 1929 sowie ein Packwagen sind erhalten. Der Zug wird vom Freundeskreis Eisenbahn Köln e. V. im Bw Köln-Nippes unterhalten und teilweise auch gefahren.

### Betrieb
Der Zug verkehrte in der Regel mit
- einem Wagen erster Klasse mit 28 Plätzen,
- einem Wagen erster Klasse mit 20 Plätzen und Küche,
- einem Wagen zweiter Klasse mit 43 Plätzen,
- einem Wagen zweiter Klasse mit 29 Plätzen und Küche,
- einem Gepäckwagen mit Zollverschluss- und Hundevorrichtungen.

Da aus Sicherheitsgründen ein Gepäckwagen als Schutzwagen zwischen Lokomotive und Personenwagen lief, wurde beim Lok- und Richtungswechsel in Mannheim Hauptbahnhof ein zweiter Gepäckwagen beigestellt, um das Umsetzen des ersten Gepäckwagens zu vermeiden.
Bereits 1929 verkehrte der Zug über Basel SBB hinaus im Sommer bis Luzern und Zürich. Die Fahrtzeit von Hoek van Holland nach Luzern über die kurvenreiche linke Mittelrheinstrecke betrug rund 13,5 Stunden, was einer Reisegeschwindigkeit von etwa 70 km/h entsprach.
Jeweils der Fahrladeschaffner und ein weiterer Schaffner des Zugbegleitpersonals mussten in Erster Hilfe ausgebildet sein.
Im August 1939 wurde der Zugbetrieb kriegsbedingt eingestellt.

## Fernschnellzug Rheingold-Expreß (1951 bis 1962)
Ein Zug mit dem Namen Rheingold verkehrte nach dem Zweiten Weltkrieg erst wieder ab dem 20. Mai 1951 als Fernschnellzug Rheingold-Expreß zwischen Hoek van Holland und Basel mit der Zugnummer F 163/164. Im Unterschied zum Vorkriegs-Rheingold verkehrte der Zuglauf nicht über den Grenzbahnhof Emmerich, sondern über Kaldenkirchen und den Grenzbahnhof Venlo. Ein Flügelzug zwischen Amsterdam und Köln (D 263/264) sicherte die Anbindung von Amsterdam mit Kurswagen. Der Zuglauf führte zunächst alle drei Wagenklassen. Eingesetzt wurden 23 eigens hergerichtete Schürzenwagen der Verwendungsgruppe 39. Diese erhielten eine stahlblaue Lackierung mit der Aufschrift „Deutsche Bundesbahn“ in Aluminiumbuchstaben und waren einheitlich als dreiklassige Wagen umgebaut worden. Der Speisewagen wurde bis 23. Mai 1955 von der CIWL betrieben, eingesetzt wurden umgebaute ehemalige Pullmanwagen zweiter Klasse des Typs Étoile du Nord in stahlblauer CIWL-Farbgebung.
Ab Mai 1953 erhielt der Rheingold-Expreß F 164/163 den Namen Loreley-Expreß, während das Zugpaar F 10/9, das seit Mai 1952 unter dem Namen Rhein-Pfeil dieselbe Trasse befuhr, nun den Namen Rheingold-Expreß erhielt und ab Mai 1954 schließlich in Rheingold umbenannt wurde. Die Namensänderung ging auch auf den Flügelzug F 22/21 über, der die Strecke Dortmund–München(–Innsbruck) bediente. F 10/9 und F 22/21 fuhren also von Mai 1954 bis Mai 1958 beide unter dem Namen Rheingold. Ab dem Namenstausch 1953 führte der Rheingold nur die alte erste und zweite Wagenklasse, zunächst in Schürzenwagen.
Infolge des Budapester Vertrags, in dem die CIWL und die Deutsche Schlafwagen- und Speisewagengesellschaft (DSG) 1954 ihre Verkehrsgebiete neu abgegrenzt hatten, stellte ab 1955 die DSG die Speisewagen. Im Regelfall waren dies Schürzenwagen WR4ü-39, die ab 1958 auf Gummiwulst-Übergänge umgebaut wurden. Diese rubinrot lackierten Wagen blieben bis zur Neuausstattung 1962 im Zugverband.
Ab 1956 wurden als Sitzwagen neue ebenfalls stahlblaue Abteilwagen A4üm-54 eingesetzt. Ebenfalls ab 1956 wurden europaweit die Wagenklassen umgestellt, so dass der Zug ab diesem Fahrplanwechsel nur noch die erste Klasse führte. Der Loreley-Expreß wurde dagegen bei unveränderten Zuglauf mit beiden Wagenklassen ausgestattet. Teil des Rheingold war bis 1959 auch ein Kurswagen 1. Klasse zwischen Hoek van Holland und Rom, der dann als zweiklassiger Kurswagenlauf auf den Loreley-Expreß wechselte.
Eingesetzt wurden vor diesen Zügen auf den deutschen Abschnitten südlich von Köln Dampflokomotiven der Baureihen 01, 03, 01.10 und 03.10. Zwischen Köln und Kaldenkirchen bespannten zunächst Güterzuglokomotiven der Baureihe 41 die F-Züge. Ab 1955 übernahmen Neubaulokomotiven der Baureihe 23 diesen Abschnitt. Ab 1957 ersetzten Dieselloks der Baureihe V 200.0 die Dampfloks zwischen Köln und Basel. Bis 1959 wurde die Strecke zwischen Basel und Köln abschnittsweise von Süden her elektrifiziert, ab 1958 übernahmen Einheitselektrolokomotiven der Baureihe E 10 zwischen Mannheim und Basel den Zug, ab 1959 konnte zwischen Köln und Basel elektrisch mit E 10 gefahren werden. Der Einsatz von Dampflokomotiven der Baureihe 23 zwischen Köln und der niederländischen Grenze dauerte noch bis 1962 an. Bis 1956 fand der Lokomotivwechsel zwischen der DB und den NS generell in Kaldenkirchen statt. Niederländische Dampflokomotiven der Reihe 3900 bespannten den Rheingold-Expreß und den Loreley zwischen Kaldenkirchen und Hoek van Holland. Nachdem 1956 der gesamte niederländische Streckenabschnitt elektrifiziert war, übernahmen elektrische Lokomotiven der Reihen 1100 und 1200 den Zug; der Lokwechsel wurde nach Venlo verlegt.

## Fernschnellzug Rheingold (1962 bis 1965)
Ab dem Fahrplanwechsel 1962 wurde das gesamte Fahrzeugmaterial erneuert, der Zug verkehrte wie bereits vor dem Krieg via Emmerich. Die Höchstgeschwindigkeit wurde (erstmals seit Einstellung der Fernschnelltriebwagen 1939) abschnittsweise auf 160 km/h erhöht. Obwohl der Zug nun alle TEE-Kriterien erfüllte und mit der erstmaligen Einführung eines Aussichtswagens sogar übertraf, blieb es bis 1965 bei der Zuggattung Fernschnellzug (F).

### Lokomotiven

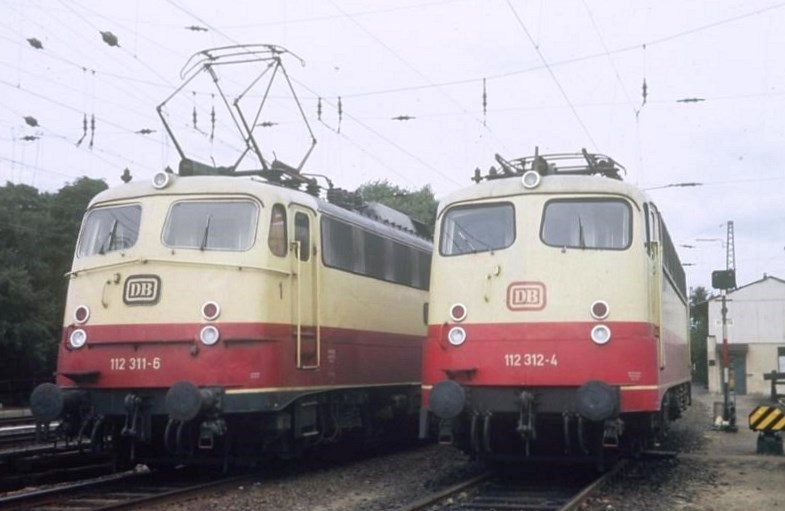
Speziell für den Rheingold entwickelt: Die E 10.12 (112)

Als Triebfahrzeuge dienten zunächst sechs Lokomotiven der Baureihe E 10 (mit kantigen Stirnseiten, E 10 1239–1244), die für ihren Sondereinsatz spezielle für 160 km/h ausgelegte Drehgestelle und passend zu den Wagen einen Anstrich in kobaltblau/beige erhielten. Die eigentlich für den Rheingold vorgesehenen Elektrolokomotiven der Baureihe E 10.12 mit der eleganteren Stirnfront („Bügelfalte“), deren Farbgebung von Anfang an denen der Wagen entsprach, wurden ab Herbst 1962 eingesetzt. Die provisorisch eingesetzten Lokomotiven wurden daraufhin wieder zu normalen E 10 zurückgebaut.
Bis zur Elektrifizierung des Streckenabschnitts bis Emmerich der Bahnstrecke Oberhausen–Arnhem kamen zwischen Duisburg und Arnhem Diesellokomotiven der Baureihe V 200.0, der späteren Baureihe 220 der Deutschen Bundesbahn, zum Einsatz. Da die V 200.0 keine Zugsammelschiene hatten, waren die Wagen zusätzlich mit Dampfheizung und Achsgeneratoren ausgestattet. 1966 wurde der elektrische Betrieb auch auf diesem Abschnitt aufgenommen, die Systemtrennstelle lag im Bahnhof Emmerich, wo die elektrischen Lokomotiven gewechselt wurden.

### Wagen

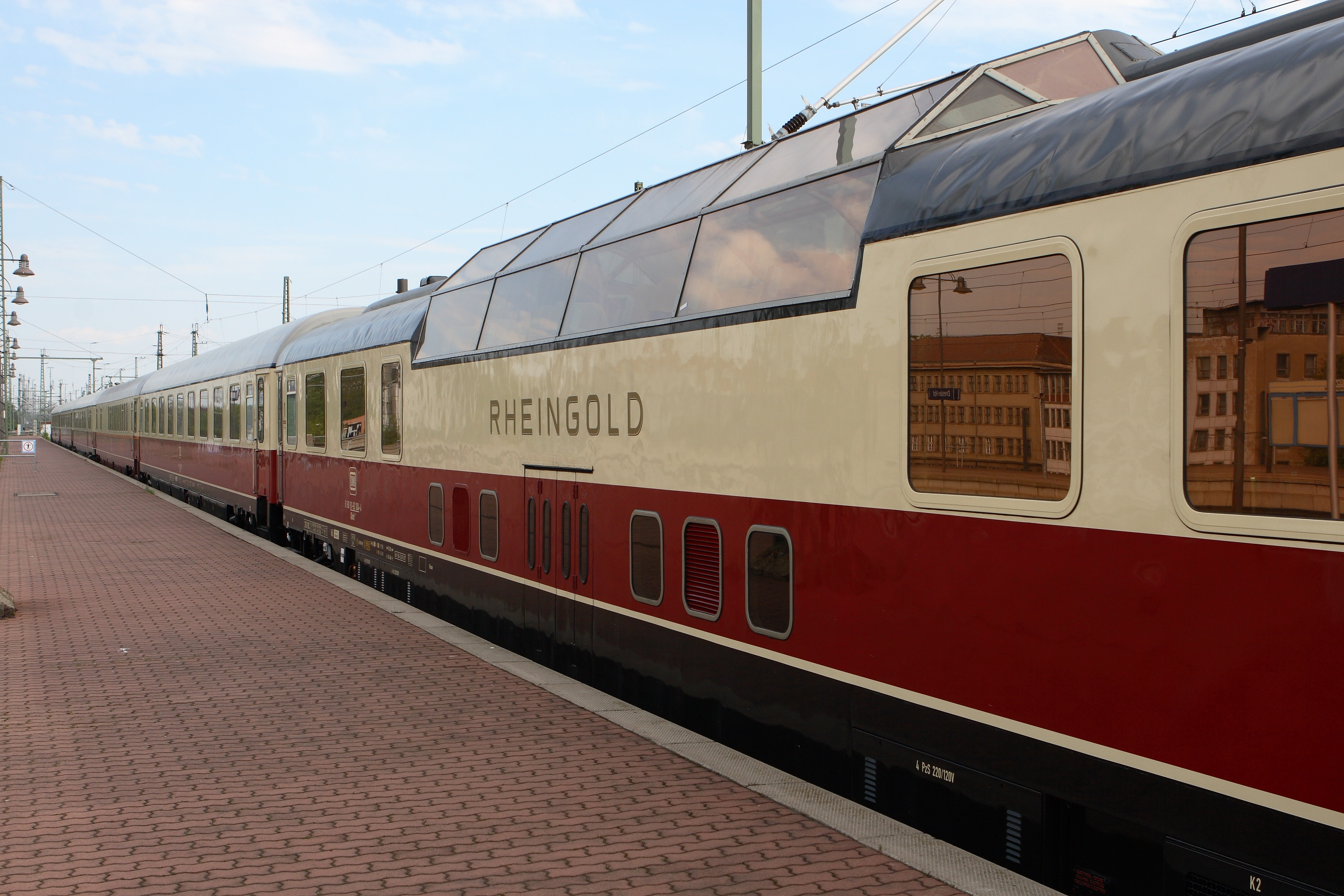
Aussichtswagen des TEE Rheingold

Ab 1962 wurden auf der Basis der UIC-X-Wagen (DB) neue komfortable 26,4 Meter lange Wagen ausschließlich der ersten Wagenklasse entworfen. Das waren klimatisierte Großraumwagen mit 48 Plätzen, Typ Ap4üm-62 (Apmz121) und Abteilwagen Av4üm-62 (Avmz111) mit nur neun Abteilen. Die korbbogenförmige Dachform entsprach den m-Wagen. Die Sitzwagen wurden mit verschiedenen Abweichungen bis in die 1970er Jahre weitergebaut und waren jahrzehntelang Standard in TEE-, IC- und EC-Zügen. 
In jeder Zuggarnitur befand sich auch ein Aussichtswagen AD4üm-62/ADmh101 sowie ein Buckelspeisewagen WR4üm-62 (WRmh131), bei dem sich Küche und Spülküche voneinander getrennt auf zwei Ebenen befanden. Beide waren über einen Aufzug verbunden, es gab zwischen beiden auch eine Treppe. Fünf dieser Wagen wurden in Dienst gestellt. Die Nachfolgebauart WR4üm-64 (WRmh132) war allerdings wieder einstöckig, dafür 27,5 Meter lang. Wie schon bei den Schürzenwagen üblich, besitzen diese Wagen seitliche Schürzen zum Schutz der Geräte unter dem Wagenboden.
Zur Hervorhebung der exklusiv mit diesen neuen Wagen ausgestatteten F-Züge Rheingold und Rheinpfeil erhielten sie samt den Lokomotiven eine kobaltblau/beige Lackierung, eine Mischung der kobaltblauen F-Zug- und purpurrot/beigen TEE-Farbgebung. Sie waren 1962 mit einer Höchstgeschwindigkeit von bis zu 160 km/h die schnellsten Züge der DB.

## TEE Rheingold (1965 bis 1987)
Im Jahr 1965 wurden die beiden F-Züge Rheingold und Rheinpfeil zum TEE hochgestuft und erhielten die purpurrot/beige TEE-Farbgebung. Die kobaltblau/beige Lackierung verschwand also schon nach kurzer Zeit wieder.
Die exklusiv für die beiden F-Züge beschafften Wagen wurden ab 1965 auch mit für den sonstigen TEE- und IC-Verkehr neu gelieferten Ersten-Klasse-Wagen durchmischt. Diese hatten schon ab Werk einheitlich die purpurrot/beige TEE-Farbgebung und ab der Bauserie 1967 gerade abfallende Dachenden (Steildach). 16 der ab 1973/1974 gelieferten Wagen der Bauart Avmz111.1 (61 80 19-90 161 bis 166 und 202 bis 211) erhielten Schwenkschiebetüren der Bauart Wegmann.
Bis zur Einführung der Eisenbahn-Bau- und Betriebsordnung 1967 benötigte der bis zu 160 km/h schnelle Zug eine Ausnahmezulassung des Bundesverkehrsministers, um die in der gültigen Betriebsordnung vorgesehene allgemeine Höchstgeschwindigkeit von 140 km/h überschreiten zu dürfen. Der Zug unterlag ebenfalls den 1962 von der Deutschen Bundesbahn herausgegebenen Vorläufigen Richtlinien für die Planung und Durchführung von Zugfahrten über 140 km/h bis 160 km/h.

### Lokomotiven
Ab 1972 wurden vor dem Zug die neu entwickelten elektrischen Schnellfahrlokomotiven der Baureihe 103 eingesetzt.
Die Nederlandse Spoorwegen setzten elektrische Lokomotiven der Reihen 1100 und 1200 bis Arnhem, ab 1966 bis Emmerich ein.
Die Schweizerischen Bundesbahnen setzten ab Basel Elektrolokomotiven der Baureihe Re 4/4I ein.

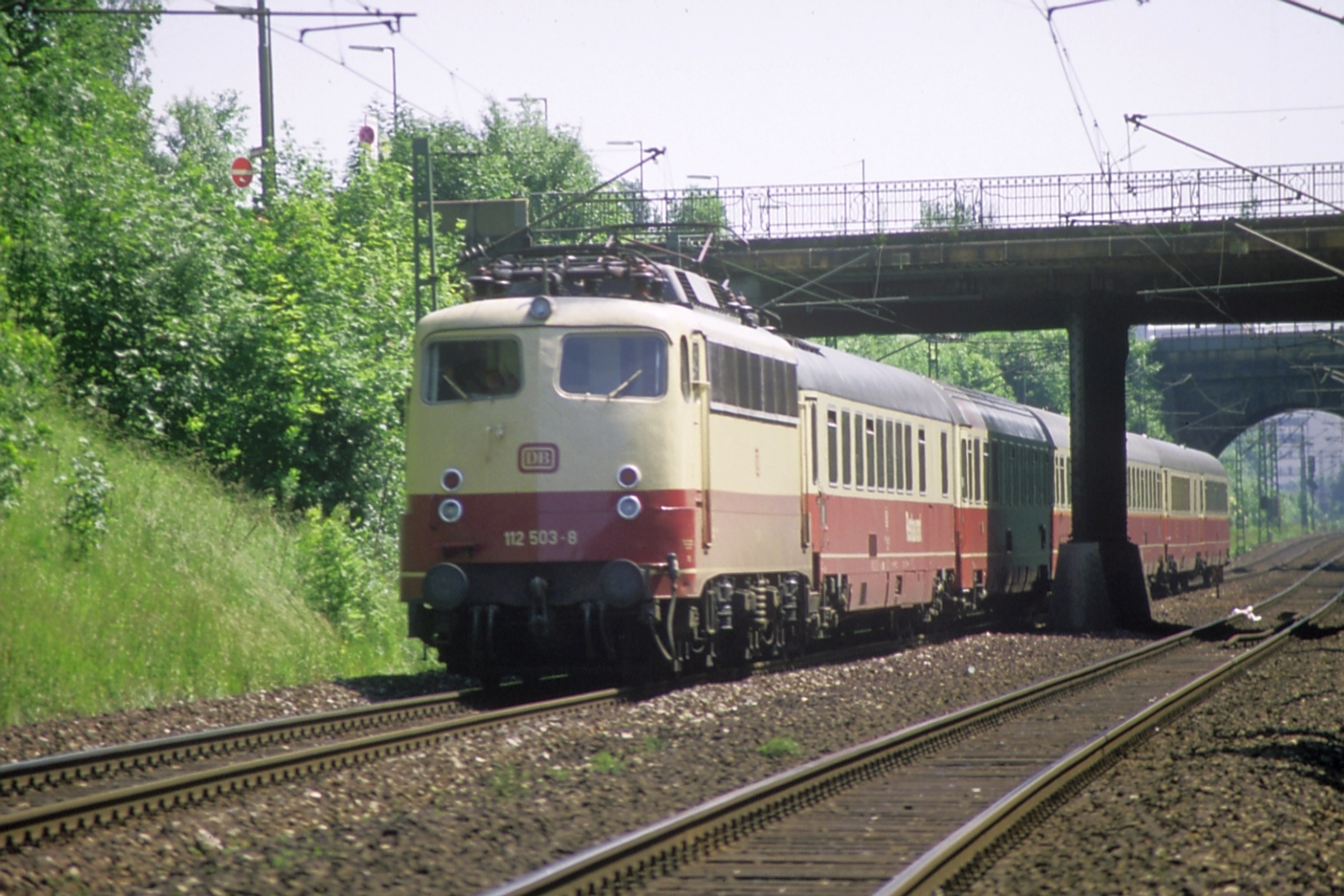
TEE Rheingold mit Baureihe 112 1986 auf dem Münchener Südring
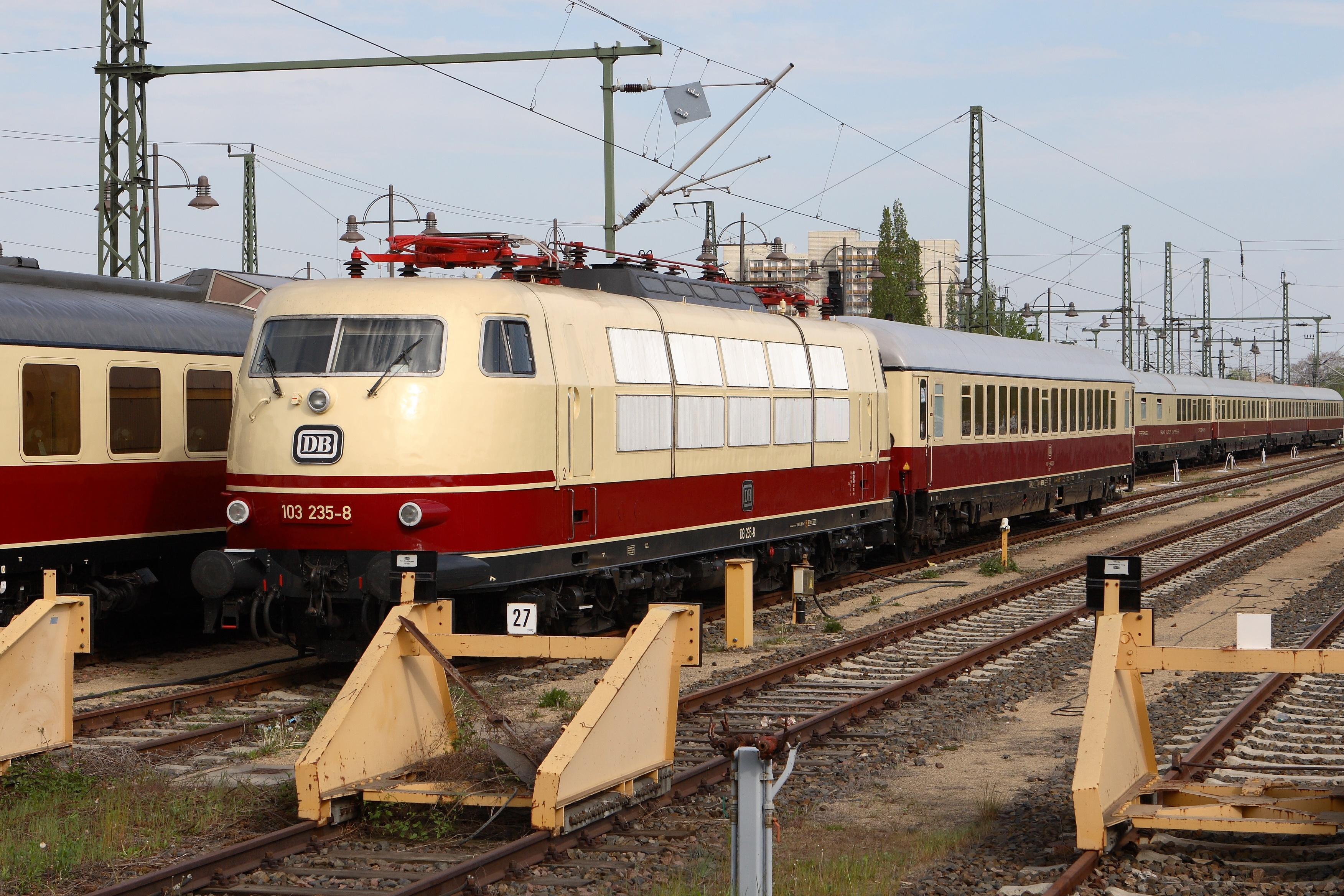
TEE-Lokomotive 103 235
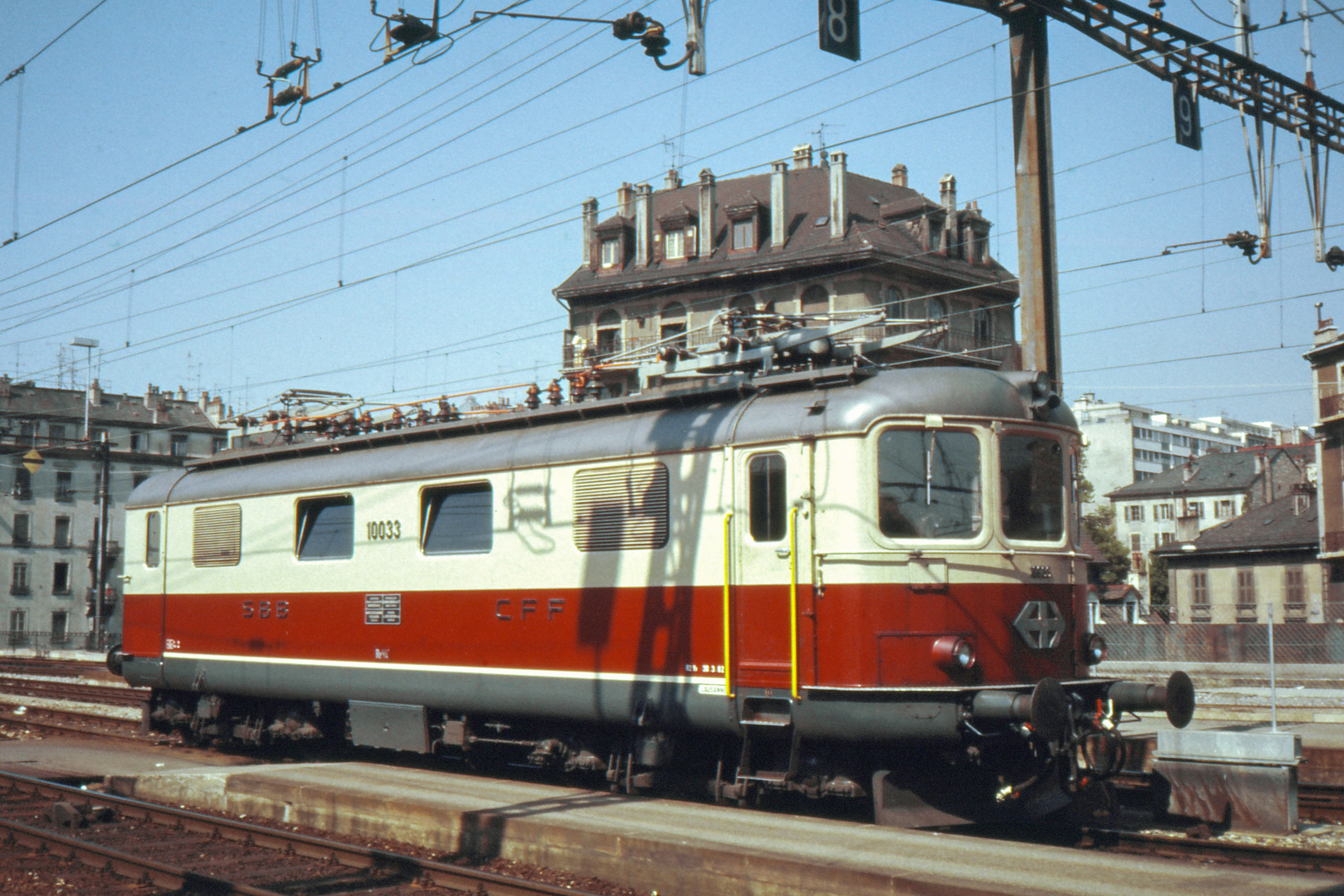
SBB Re 4/4I TEE

### Zuglauf

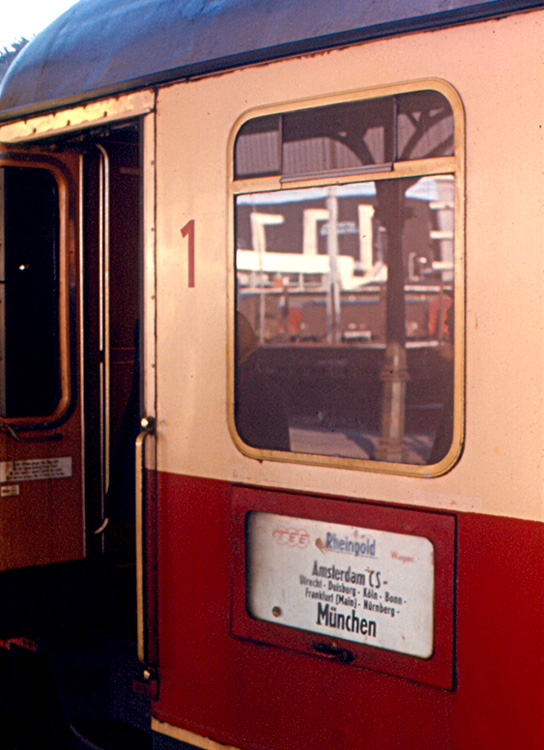
Wagen mit Zuglaufschild Amsterdam–München (1970)

Als einer der wenigen Züge dieser Art tauschte der Rheingold ab 1963 Kurswagen mit dem Rheinpfeil (Dortmund–Frankfurt–Nürnberg–München) aus. Dies erfolgte im Duisburger Hauptbahnhof.
Im Jahr 1965 wurde der Zug zum TEE aufgewertet und die Fahrzeuge erhielten die Farbkombination purpurrot/beige, analog wurde auch der Rheinpfeil, mit dem weiterhin Kurswagen in Duisburg getauscht wurden, zum TEE. Der südliche Endbahnhof war nun Genf.
1976 entfielen die Aussichtswagen. Von 1976 bis 1980 ersetzten 27,5 m lange Barwagen ARDmh105 die Aussichtswagen (ab Sommer 1979 nur im deutschen Abschnitt zwischen Emmerich und Basel). Nach Einführung des zweiklassigen Intercity-Netzes 1979 hatte der weiterhin rein erstklassige Rheingold Auslastungsprobleme. Ab 1980 verkehrte er in der Schweiz nur noch nach Bern, ab 1982 endete er im Bahnhof Basel SBB.
Ein Flügelzug befuhr in den Sommerfahrplänen 1983 und 1984 die gegenüber der normalen Intercity-Linie landschaftlich reizvollere Strecke ab Heidelberg über die Neckartalbahn nach Heilbronn – Stuttgart – weiter über Aalen – Nördlingen – Donauwörth und Augsburg bis München.
Da die Auslastung auf der genannten Relation nicht befriedigte, wurde der Rheingold ab dem Fahrplanjahr 1985/86 ganzjährig ab Mannheim über Stuttgart – Ulm – Augsburg nach München geführt und der Zuglauf in den Sommerfahrplänen 1985 und 1986 über Rosenheim nach Salzburg Hauptbahnhof verlängert.

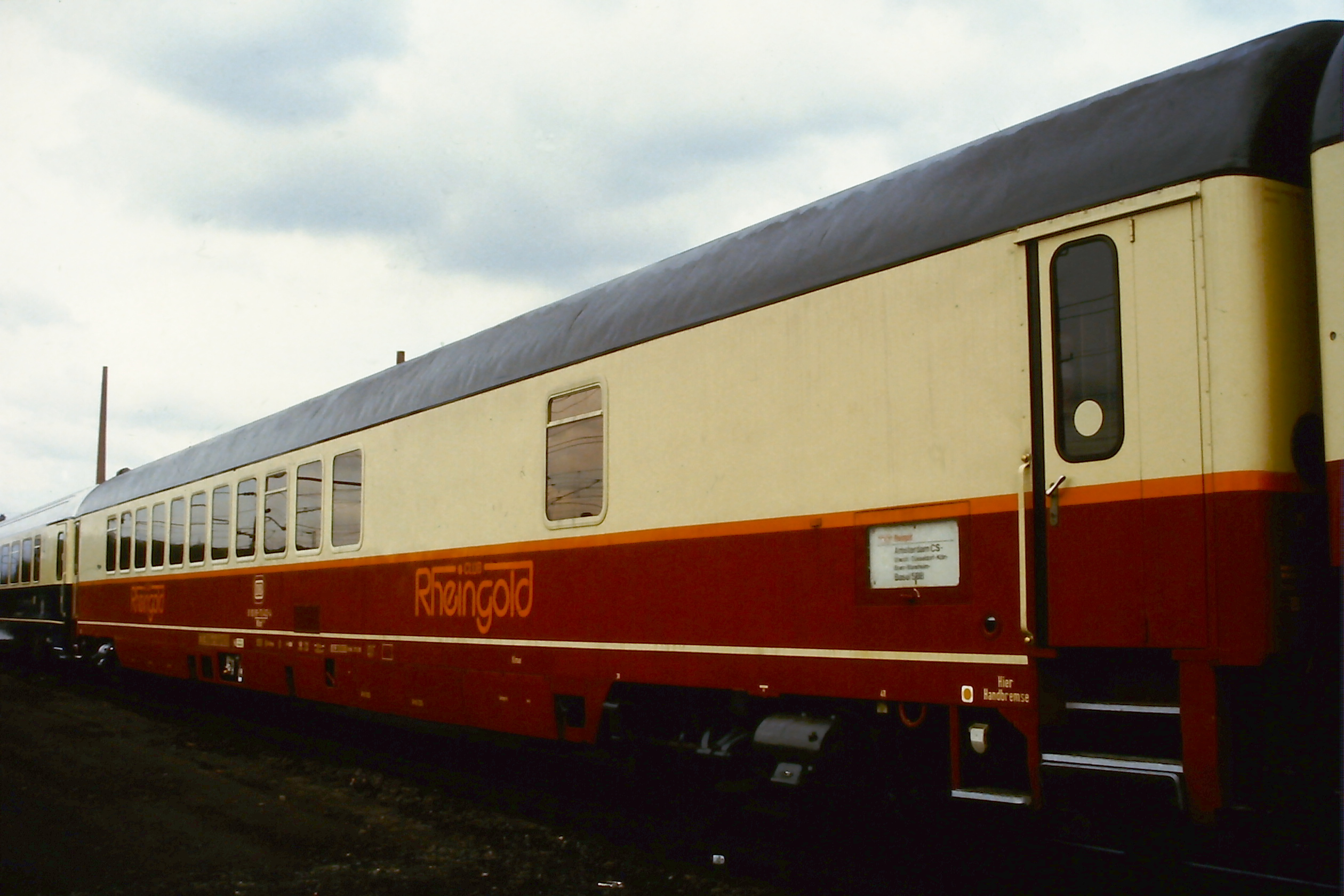
Rheingold-Clubwagen der Gattung WGmh^{854} mit dem für jene Jahre charakteristischen orangen Zierstreifen

Ab 1983 erhielt zur Hervorhebung das im TEE Rheingold eingesetzte Wagenmaterial neben der nun purpurrot/elfenbeinfarbenen Lackierung mit roten Schürzen einen orangen Zierstreifen unterhalb der Fenster (darunter auch fast alle Avmz 111 mit Schwenkschiebetüren). Dem Flügelzug nach München war ein sogenannter Clubwagen beigestellt. Dies war ein umgebauter Großraumwagen mit der Beschriftung CLUB Rheingold, die Inneneinrichtung mit Theke, Drehsesseln an kleinen Tischen sowie Personalraum und Beschallungskabine orientierte sich am TUI treff des TUI-Ferienexpress. Hier gab es neben Mahlzeiten auch folkloristische Musikdarbietungen und touristische Präsentationen. Das kulinarische Angebot des Clubwagens war im Vergleich zum Vorkriegs-Rheingold und dem Speisewagen des Stammzuges allerdings bescheiden. Neben Snacks wie Hot Dogs oder einem Paar Weißwürsten mit Senf und Brezeln konnten Reisende lediglich zwischen einer kalten Platte, einer Gulaschsuppe, einem Hühnereintopf und einem einzigen wechselnden Hauptgericht, genannt „Clubwagen-Schmankerl“, etwa Leberkäse mit Garnitur, wählen. Im Winter war der Clubwagen in den Stammzug nach Basel eingereiht.

## Ende und Nachfolge
Am 30. Mai 1987 wurde der Betrieb des Rheingolds zugunsten der europaweiten Einführung von gemischtklassigen, aber schnellen und auch in der zweiten Klasse weitgehend klimatisierten EuroCity-Zügen gänzlich eingestellt. Nachfolge-Zugangebote des Rheingold waren die EuroCitys „Rembrandt“ und „Berner Oberland“ von Amsterdam nach Chur bzw. Interlaken, die in den meisten Jahren zu großen Teilen oder komplett aus Wagenmaterial der Schweizerischen Bundesbahnen (SBB) gebildet wurden und stets einen (zeitweise deutschen) Speisewagen sowie ab 1992 in vielen Fahrplanjahren einen Schweizer Panoramawagen der ersten Klasse mitführten.
Seit Eröffnung der Schnellfahrstrecke Köln–Frankfurt im Dezember 2002 stellt der ICE 104/105 mit einer ICE-3M-Doppelgarnitur einmal täglich eine Direktverbindung Amsterdam–Basel und zurück her. Die Fahrzeit zwischen beiden Städten beträgt nun etwa 6 Stunden 40 Minuten (Stand April 2022).

## Verbleib der Fahrzeuge

### Wagen von 1928/29

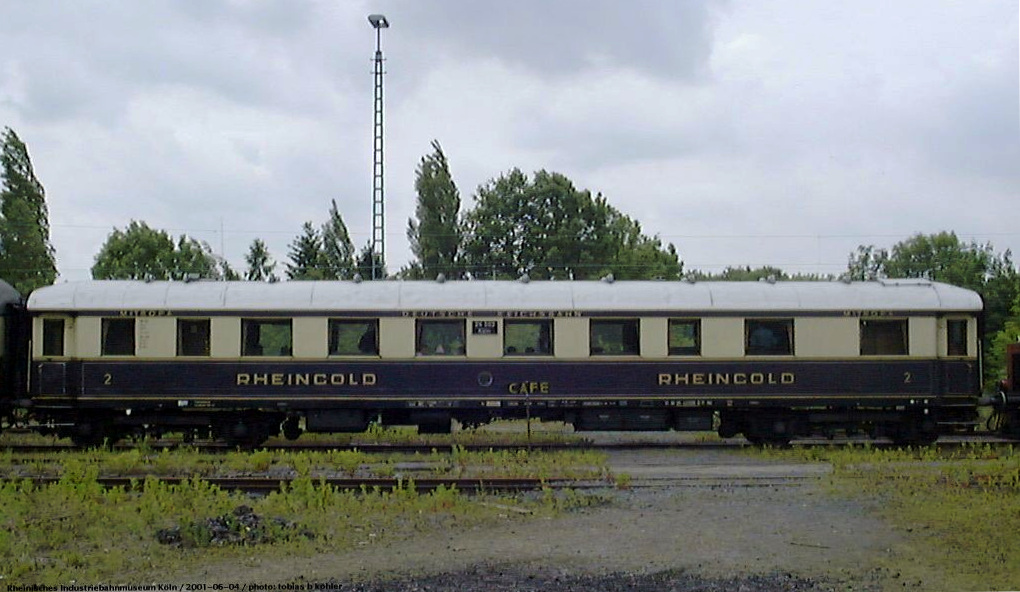
Rheingold-Wagen von 1928

Insgesamt sechs Altbauwagen des Rheingold aus den Jahren 1928–1929 sind vom Freundeskreis Eisenbahn Köln (FEK) ab Mitte der 1960er Jahre erworben und hergerichtet worden. 1970 konnte der Verein die Tradition des historischen Rheingoldes wieder durch Sonderfahrten aufnehmen und hat seit dieser Zeit über 100 Fahrten durchgeführt. Zurzeit sind nur ein Abteil- und ein Salonspeisewagen eingerichtet mit Pullmansitzen aus den 50er Jahren mit den Nummern 24 512 und 20 508 KÖLN betriebsfähig und fahren regelmäßig bei Rheingold-Sonderfahrten des FEK mit. Die Wagen können über den Verein gebucht werden oder als Charter bei Fahrten oder Events eingesetzt werden. Zwei weitere erwarten ihre Instandsetzung (24503,24517). Sechs Altbau-Rheingoldwagen der Baujahre 1928/1929 sind im Besitz der Transeurop Eisenbahn AG (TEAG). Zwei Wagen sind voll betriebsfähig (Nummern 24506 KÖLN und 24507 KÖLN) und werden im Luxuszug „Nostalgie-Istanbul-Orient-Express“ (NIOE) eingesetzt.
Im Jahre 2008 wurde der letzte noch existente Altbauwagen (Nummer 24513 KÖLN, Baujahr 1929, LHB Breslau), der seit Anfang der 1980er Jahre als Partywagen zuerst in Bonn-Tannenbusch und anschließend vor einem Restaurant in Königswinter-Oberpleis aufgestellt wurde, mit großem technischen und finanziellem Aufwand an seinem letzten Standort geborgen und nach 25 Jahren Abstellzeit wieder auf die Schiene gesetzt. Der Wagen wurde zunächst ins Bahnwerk Rastatt überstellt und anschließend ebenfalls nach České Velenice zur Renovierung überführt.
Zwei ehemalige Rheingoldwagen (Nummer 24515 KÖLN und ein weiterer mit unbekannter Nummer) wurden 2006 in der Tschechischen Republik dank des Hinweises eines Bahnfans auf einem Schrottplatz in Most aufgefunden und von der TEAG erworben. Ziel der TEAG ist es, die sechs eigenen Rheingoldwagen wieder vollständig aufzuarbeiten und als historischen Zug einzusetzen. Die Fahrzeuge sind jeweils im Privateigentum von Aktionären der TEAG. Die Wagen sind Bestandteil einer Privatstiftung.

### Wagen von 1951
Zwei blau lackierte Schürzenwagen im Stil des Rheingold-Express 1951 gehören den Passauer Eisenbahnfreunden.

### Wagen von 1962

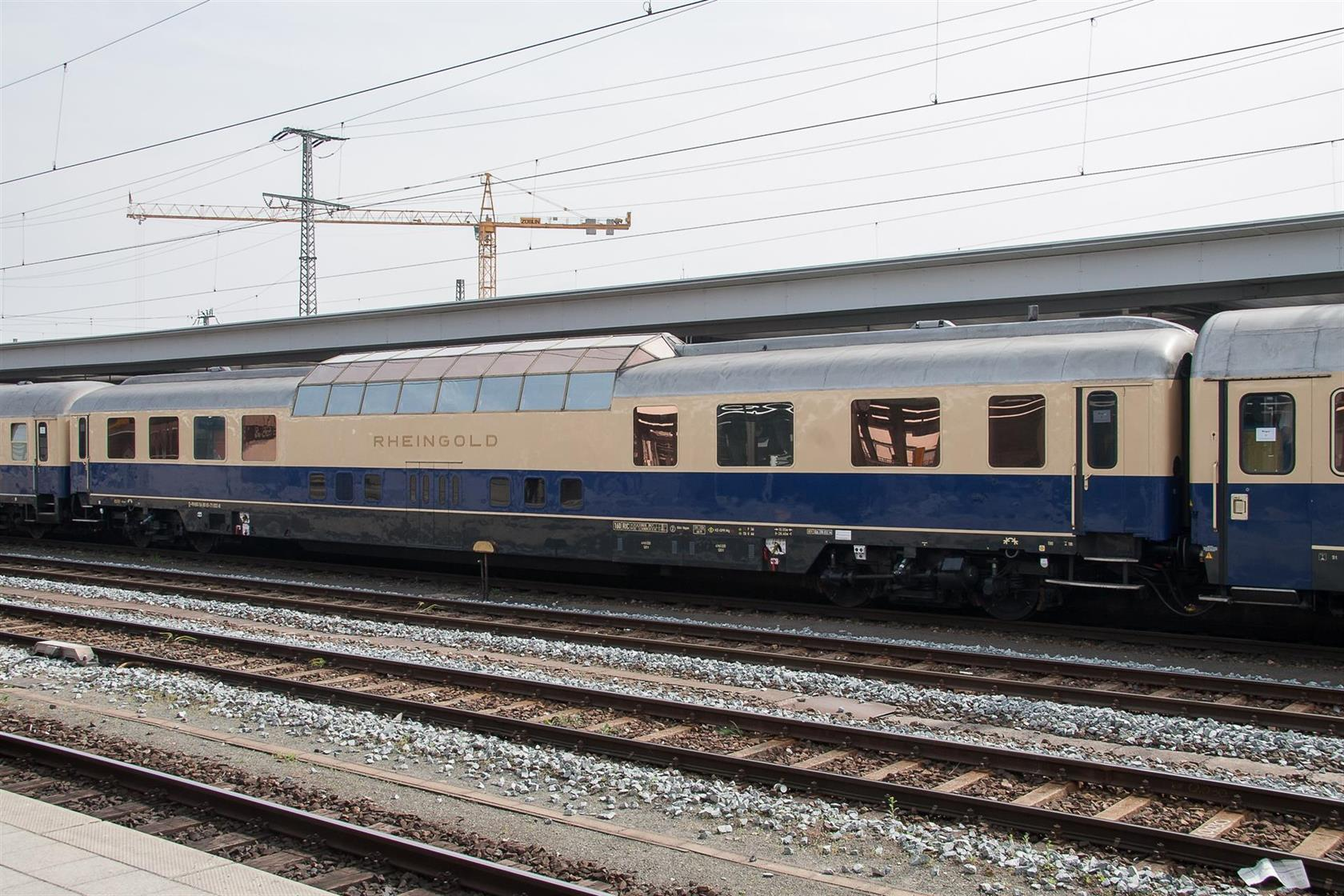
Museal erhaltener Rheingold-Aussichtswagen von 1962, aufgenommen 2020

Die Buckelspeisewagen und die Aussichtswagen hatte die Bundesbahn als wartungsintensive und teure Sonderbauarten bereits in den 1970er Jahren außer Dienst gestellt. Die Aussichtswagen wurden 1976/77 an das Freudenstädter Unternehmen Apfelpfeil verkauft, 1981/82 weiterverkauft an das Reisebüro Mittelthurgau, einige Jahre später gingen sie nach Schweden. In beiden Ländern wurden sie vor allem im Sonderzugverkehr durch private Eigner eingesetzt. Nach Einstellung des Rheingold 1987 wurden die übrigen Wagen weiterhin als normale Erste-Klasse-Wagen in Intercity- und Eurocity-Zügen eingesetzt.

#### Deutsche Bahn
Die Deutsche Bahn AG arbeitete ab 2002 elf ehemalige TEE-Wagen, zwei Speisewagen, einen Clubwagen sowie einen Aussichtswagen der zweiten Serie mit vier Fenstern in traditioneller purpurrot/beiger Lackierung auf. Die Fahrzeuge gehören heute zum Bestand von DB Nostalgiereisen, einer Organisationseinheit der DB RegioNetz Verkehrs GmbH, der Aussichtswagen gehört der AKE-Eisenbahntouristik. Ein weiterer Aussichtswagen der zweiten Serie im Besitz des DB Museums Koblenz ist nicht öffentlich zugänglich abgestellt und wird derzeit aufgearbeitet.

#### Freundeskreis Eisenbahn Köln (FEK)
Beim FEK ist der einzige noch existierende Original-Speisewagen (Buckelspeisewagen) des Rheingold von 1962 vorhanden und wird im Rheingold-Zug regelmäßig eingesetzt. Der FEK besitzt zudem weitere Wagen in kobaltblau/beiger-Lackierung, einen Aussichtswagen (Dome Car), einen Barwagen, einen Gesellschaftswagen und einen Abteilwagen. Einer der drei Aussichtswagen der ersten Serie mit acht Fenstern ist im Herbst 2006 in alter kobaltblau/beiger-Lackierung wieder in Betrieb genommen worden.

#### AKE
Drei Aussichtswagen erwarb die AKE-Eisenbahntouristik 2005 von Svenska Tågkompaniet AB und überführte sie zurück nach Deutschland. Ein Aussichtswagen ging an die Firma RailAdventure, ein zweiter an das DB Museum, der dritte Aussichtswagen wurde restauriert.
Im Bestand der AKE sind folgende Wagen:
- sechs TEE-Abteilwagen (Avmz 111.0) aus den Jahren 1962–1968
- ein TEE-Großraumwagen (Apmz 121.2) aus dem Jahr 1969
- zwei TEE-Speisewagen (WRmz 135) aus dem Jahr 1969
- ein TEE-Aussichtswagen (ADmh 101) aus dem Jahr 1963
- ein Clubwagen (WGmh 824.0) aus dem Jahr 1976

Die ehemaligen TEE-Wagen werden unter dem Namen AKE-RHEINGOLD eingesetzt. Der Zugverband wird durch einen Halbspeisewagen (ex Kakadu, Typ ARmh 217) aus dem Jahr 1966 sowie seit 2015 durch die Rheingold-Lok E 10 1309 aus dem Jahr 1963 ergänzt (s. u.).

### Wagen von 1983
Die zuletzt im Rheingold eingesetzten Wagen wurden überwiegend für EuroCity- und Intercity-Züge weiterverwendet, sind aber mittlerweile nicht mehr im Einsatz.
- Die Abteilwagen Avmz111 wurden der Serie angeglichen, indem Drehfalttüren eingebaut wurden. Nach dem Einbau von elektronischen Zielanzeigern wurden sie als Avmz109 bezeichnet.
- Die Großraumwagen Apmz122 wurden druckertüchtigt und als Apmz117 bezeichnet, nach Einbau von elektronischen Zielanzeigern als Apmz127. Nach Erneuerung von Inneneinrichtung und Technik im Rahmen des IC-mod-Programms war die Bezeichnung Apmmz126.1.
- Die Speisewagen WRmh132 wurden in EuroCity-Zügen eingesetzt und gingen später an DB AutoZug.
- Die Clubwagen WGmh854 wurden in Sonder- und Turnuszügen eingesetzt. Für den Einsatz in Nachtreisezügen erhielten sie, analog zum Interregio, einen Anstrich mit fernblauem Fensterband, gemäß den damals aktuellen Produktfarben der Deutschen Bundesbahn. Ein Wagen ging an Euro-Express Sonderzüge und war zeitweise an die niederländische Herik Rail vermietet. Die anderen beiden Clubwagen wurden in den Zustand von 1983 zurückversetzt und gehören heute dem DB Museum Koblenz und dem DB Museum Nürnberg.

### Lokomotiven

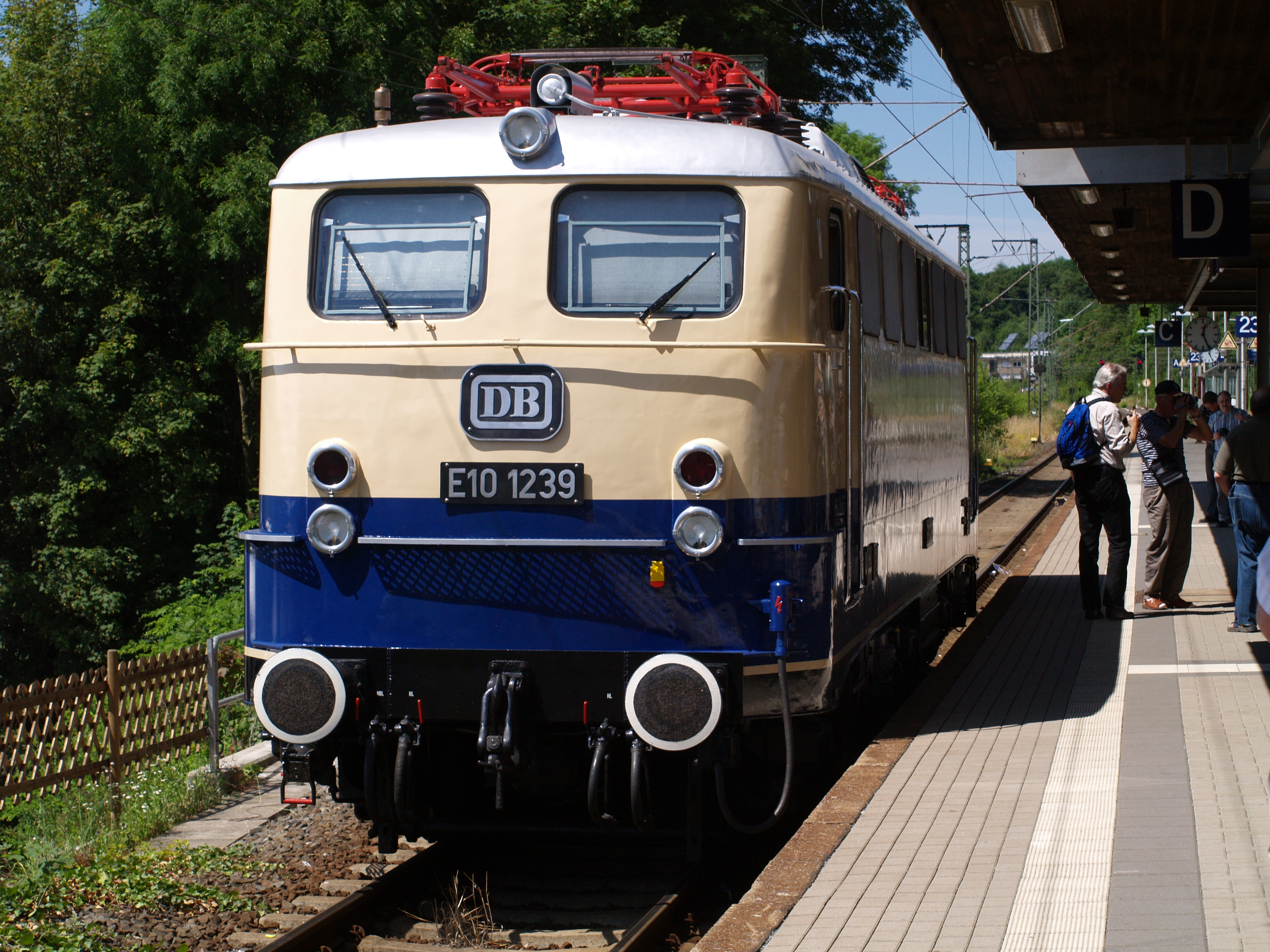
Rheingold E 10 1239

Eine für den Rheingold typische Dampflokomotive der Baureihe 18.3, die Lokomotive mit der Nummer 18 316 kann in Mannheim, eine Maschine der Baureihe 18.5 kann im Museum der Deutschen Gesellschaft für Eisenbahngeschichte e. V. in Neustadt an der Weinstraße besichtigt werden. Weitere S 3/6 sind im Deutschen Dampflokomotiv-Museum in Neuenmarkt und bei Krauss-Maffei (nicht öffentliches Werkmuseum) erhalten. Das einzige betriebsfähige Exemplar wird vom Bayerischen Eisenbahnmuseum in Nördlingen eingesetzt.
Von den speziell für den 1962 eingeführten Rheingold gebauten Elektrolokomotiven der Baureihe E 10.12 sind mit den Lokomotiven E 10 1239 und E 10 1309 zwei Stück betriebsbereit erhalten geblieben. Die E 10 1239 gehört als Dauerleihgabe dem Lokomotiv-Club 103 e. V. und ist in Köln-Deutzerfeld beheimatet. Die Lokomotive E 10 1309 ist seit 2015 im Besitz der TRI Train Rental, die sie vor Sonderzügen einsetzt.

### Galerie

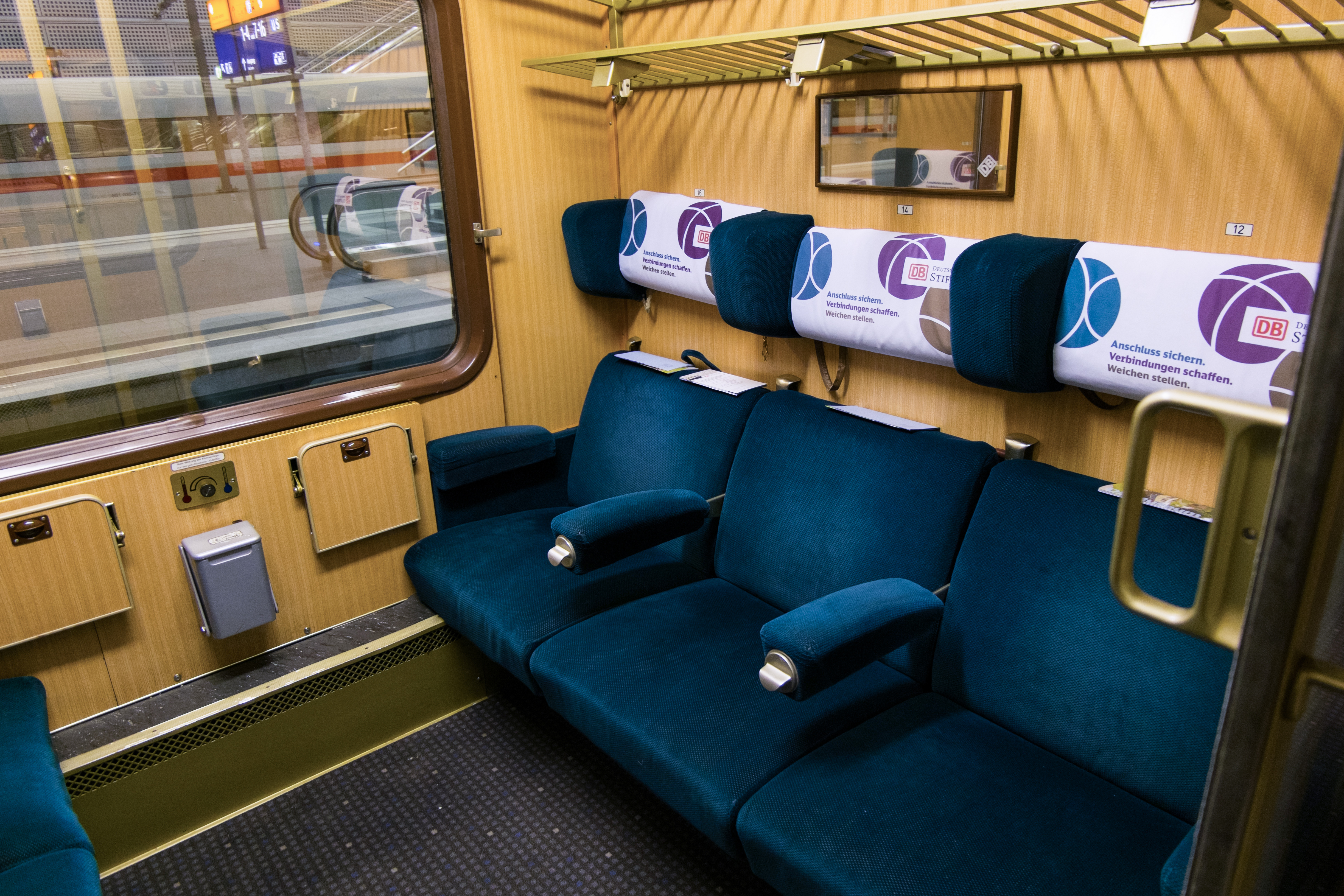
Abteilwagen Avmz111
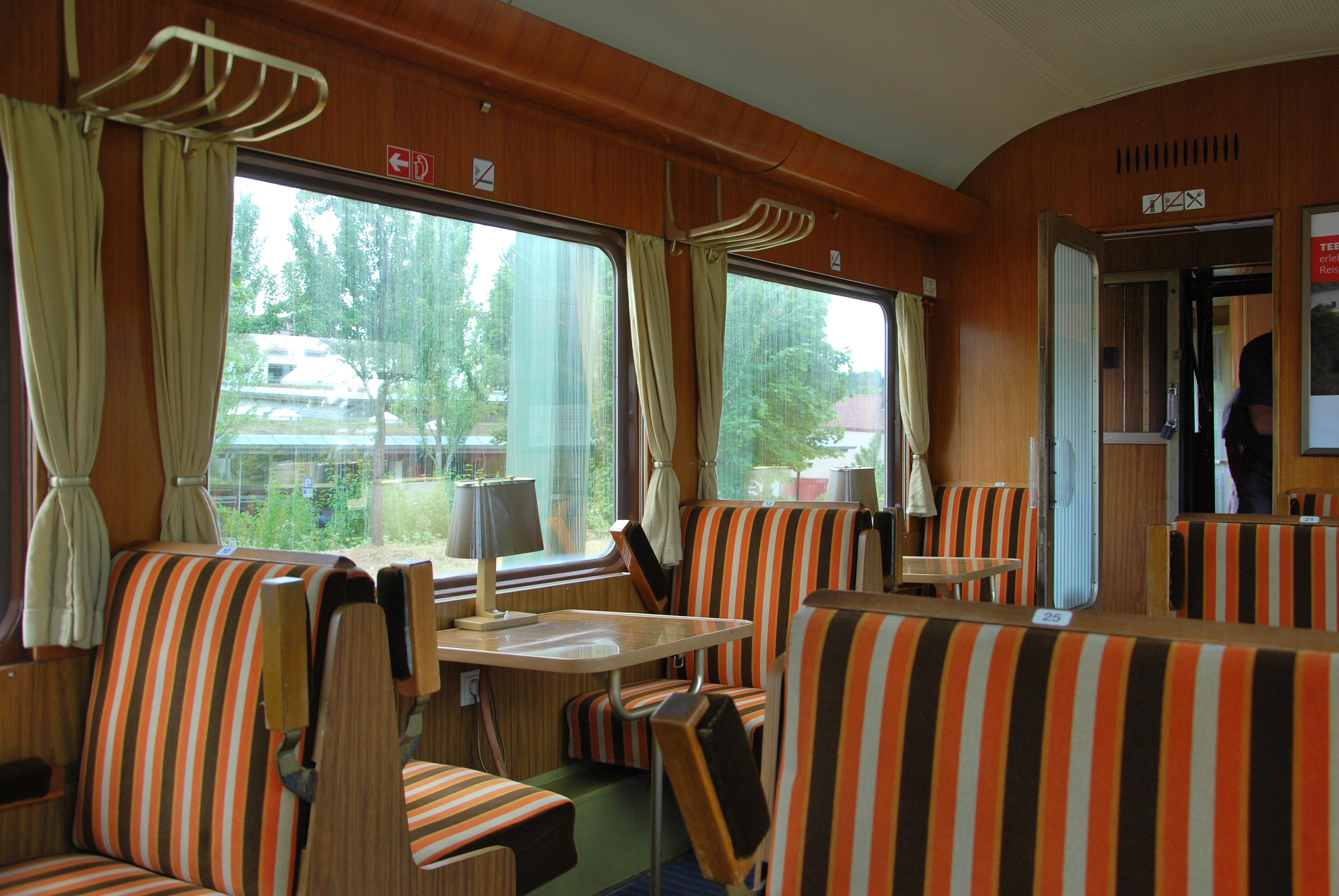
Speisewagen WRmh132
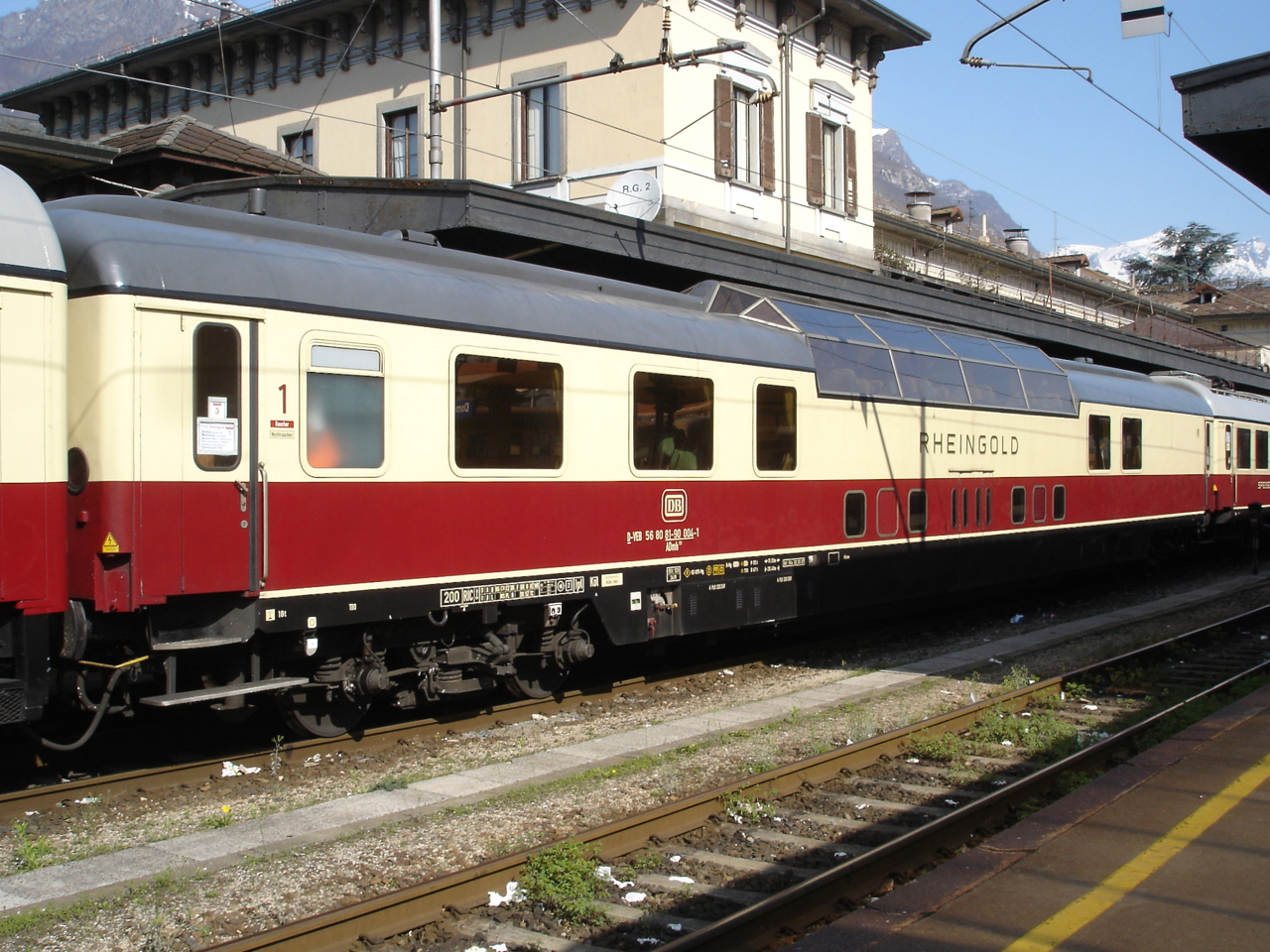
Aussichtswagen ADmh101
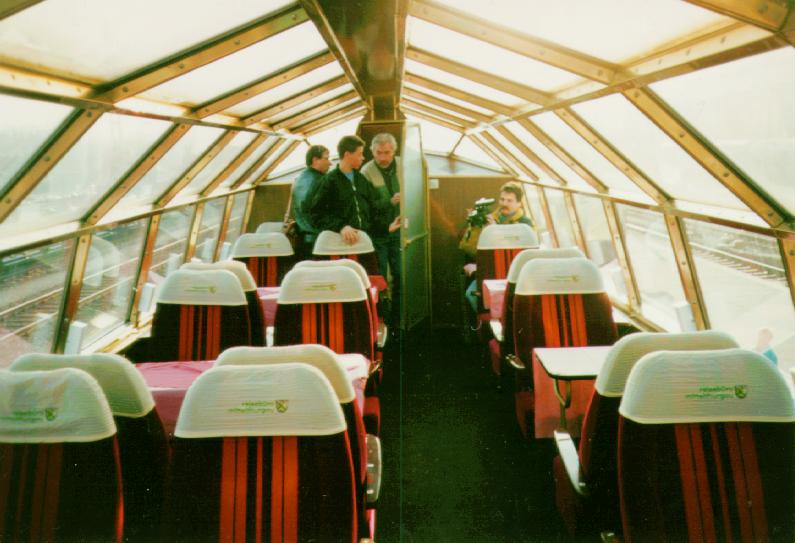
Innenraum des Aussichtswagens
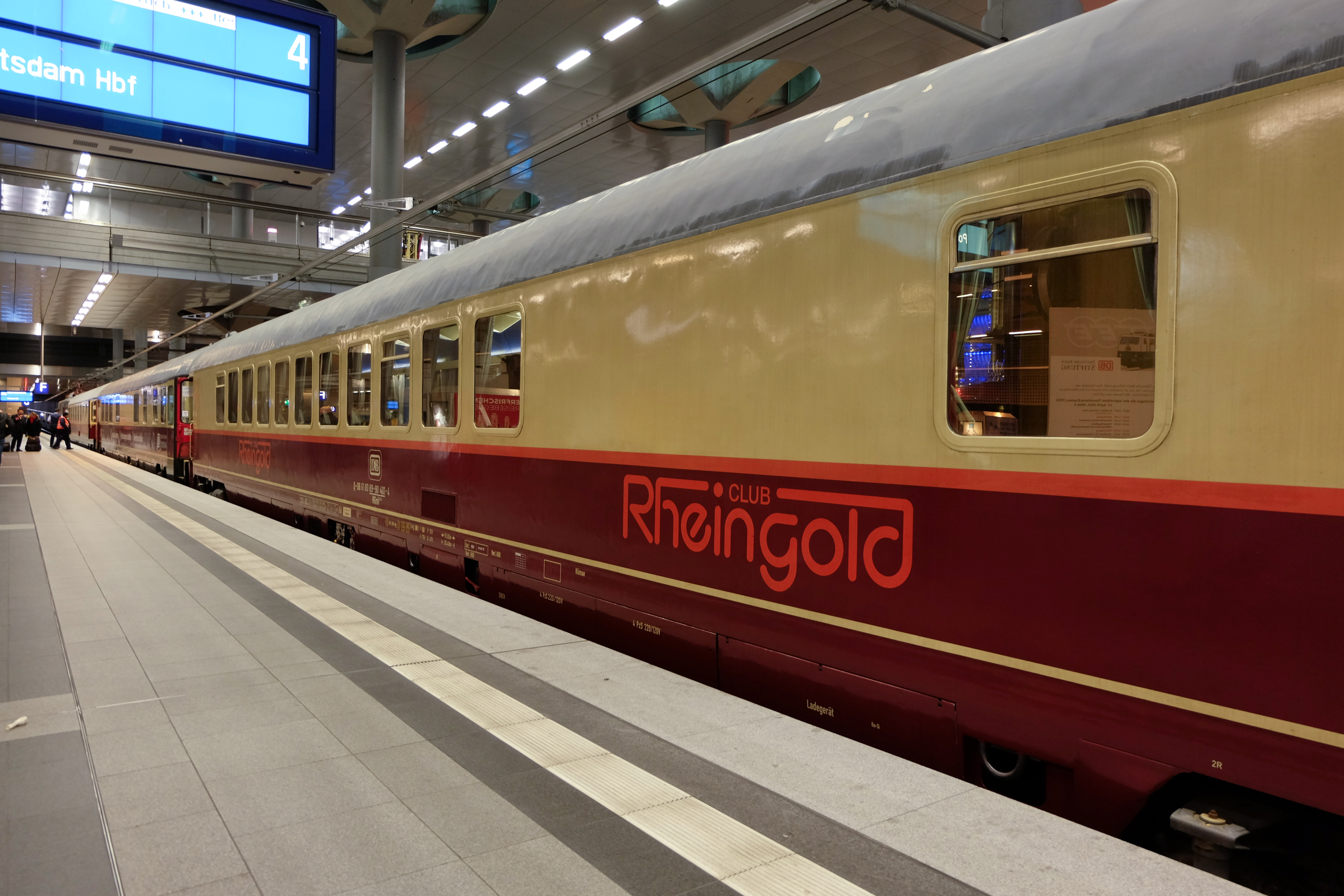
Clubwagen WGmh854
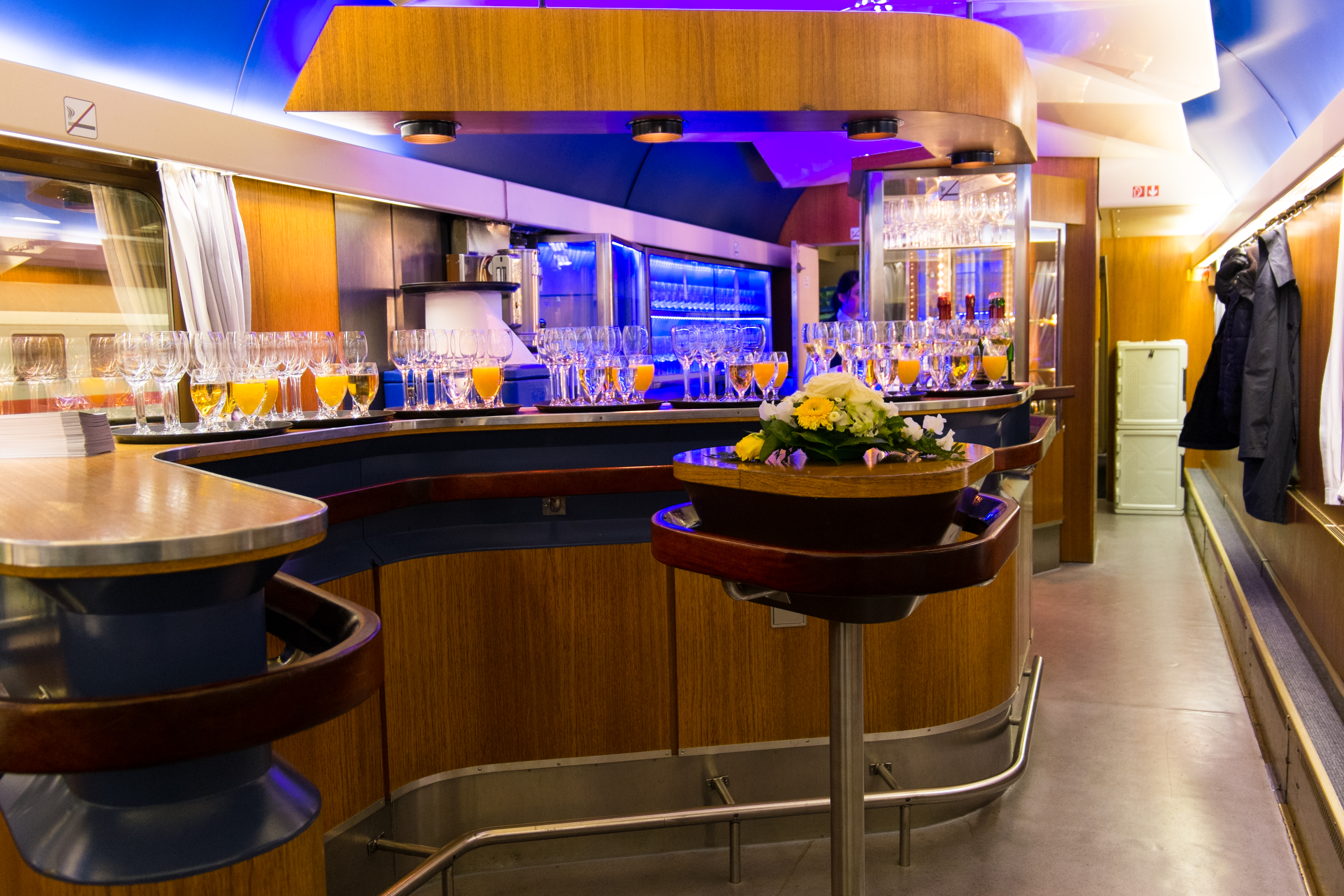
Bar im Clubwagen
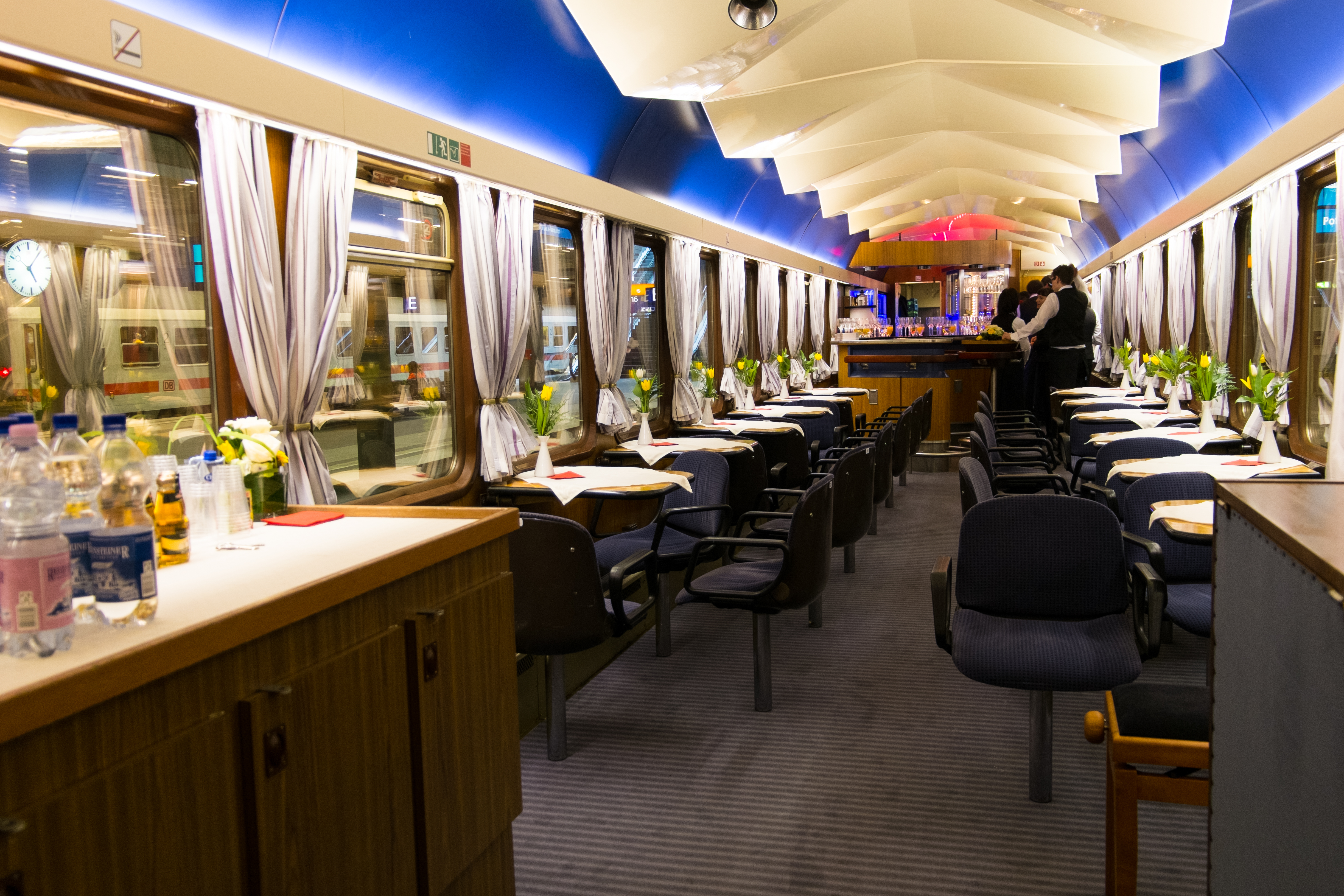
Innenraum des Clubwagens

## Filme
- F 10 Rheingold – Porträt eines Zuges auf YouTube.
- Rheingold, Spielfilm, 1978 von Niklaus Schilling. (Dreharbeiten zu dem Film fanden 1977 im regulär zwischen Emmerich und Basel SBB verkehrenden TEE Rheingold statt)
- SWR: Eisenbahn-Romantik – 70 Jahre Rheingold, Dokumentarfilm (Folge 295)
- SWR: Eisenbahn-Romantik – Rheingold – Eine Legende wird 80, Dokumentarfilm (Folge 684)